# Linda Fagerström
Anna Linda Christine Fagerström (17 de março de 1977) é uma ex-futebolista profissional sueca que atuava como meia.

## Carreira
Linda Fagerström fez parte do elenco da Seleção Sueca de Futebol Feminino, nas Olimpíadas de 2000 e 2004. 